# Miroslav Šafařík
Miroslav Šafařík (25. srpna 1949 Říčany – 8. listopadu 2003 Zlín) byl český fotbalový trenér a fotbalista. Vrcholově se věnoval také ragby.

## Hráčská kariéra

### Fotbal
S fotbalem začínal v rodných Říčanech, odkud v dorosteneckém věku přestoupil do Sparty Praha. S pražskou Spartou se stal v ročníku 1966/67 dorosteneckým mistrem Československa. Nastupoval za sparťanské B-mužstvo. V československé nejvyšší soutěži nestartoval.

### Ragby
Od svých 15 let hrál ragby, s Říčany získal dorostenecký titul. Po sedm let hrál za muže TJ Sokol Disk Říčany v československé nejvyšší soutěži, skončil ve věku 25 let. S družstvem mužů se v I. čs. lize umístil nejlépe na 2. místě.

## Trenérská kariéra
Začínal jako hrající trenér A-mužstva Říčan. Poté byl trenérem ligového dorostu ve Spartě Praha, tamtéž později působil i jako šéftrenér mládeže (roku 1996 zařadil Tomáše Rosického do ligového dorostu). V letech 1993–1999 vedl českou fotbalovou reprezentaci do 18 let. V ročnících 1997/98, 1998/99 a 1999/00 působil jako asistent trenéra Josefa Pešiceho v Teplicích. Na podzim 2001 byl asistentem Josefa Pešiceho v pražské Slavii, v jeho nepřítomnosti vedl mužstvo v jednom zápase společně s Dušanem Uhrinem ml. (21.10.2001 v Liberci, prohra 0:2 – Josef Pešice se omluvil z důvodu vážné dopravní nehody svého syna, která se stala téhož dne). V roce 2003 se vrátil do pražské Sparty, kde převzal starší dorost.